# Fábrica de cerámica Loebnitz

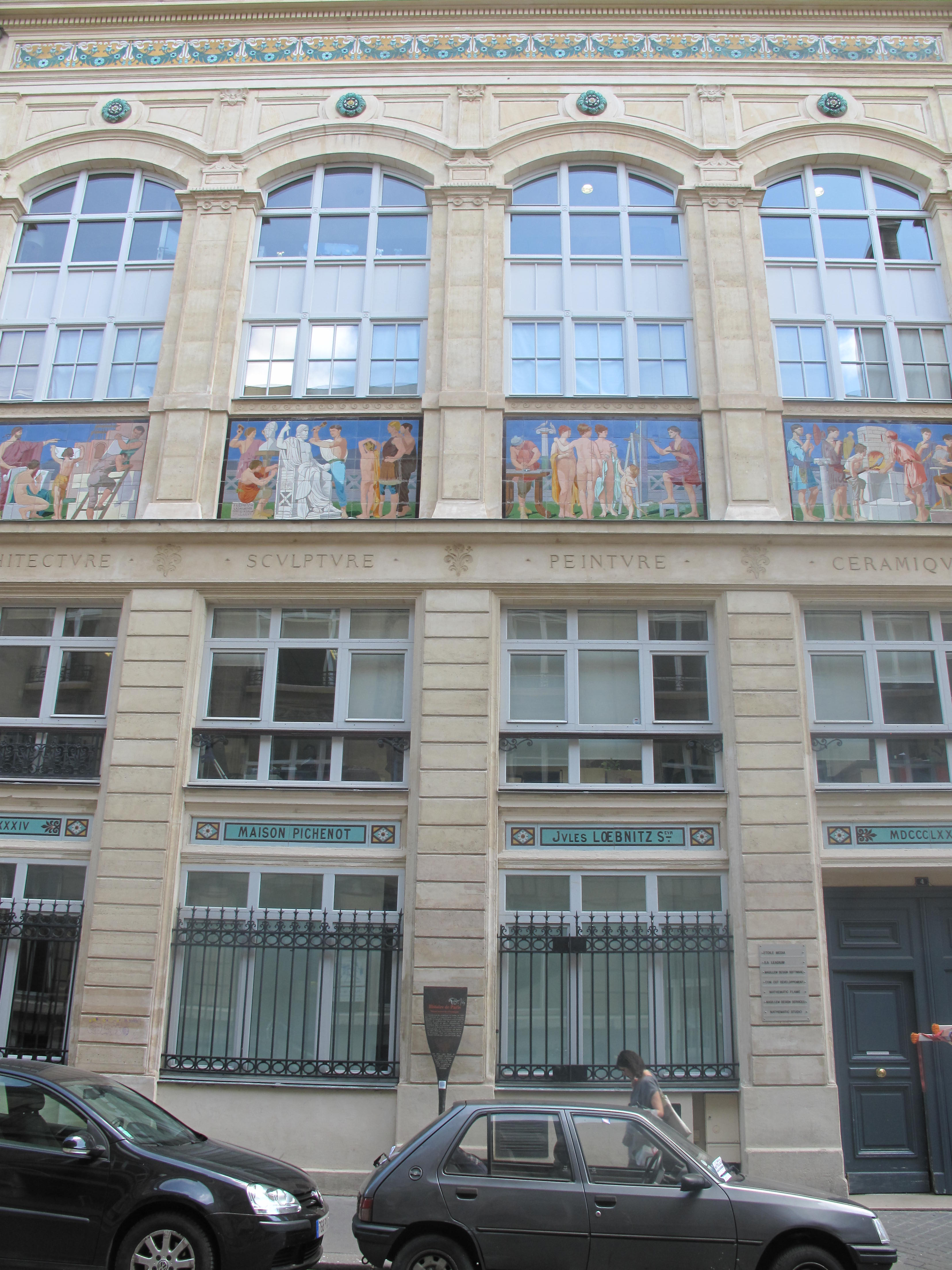
Fachada del edificio de la fábrica Loebnitz en París.

La fábrica de cerámica Loebnitz es una antigua manufactura de cerámica, cuyo edificio fue construido en 1884 por el arquitecto Paul Sédille. La fábrica está ubicada al noroeste del XI Distrito de París. La entrada se encuentra por la calle de Pierre-Levée.

## Historia
La familia Loebnitz (Jules-Paul Loebnitz y su padre) había tenido desde 1857 una fábrica de cerámica. Después de un período de prosperidad marcado por la obtención de una medalla de oro en la Exposición Universal de 1878 y la construcción del nuevo edificio, la factoría cerró en 1935. Los hornos todavía existen en el sótano de immueble.

## Arquitectura
El arquitecto de los Magasins du Printemps, Paul Sédille, realizó el edificio en 1884. La manufactura por un lado, incluye los talleres, y por el otro, las viviendas para los trabajadores. En la fachada se pueden ver tres paneles cerámicos, que representan La arquitectura, La pintura y La escultura diseñadas por el pintor Émile Lévy y provienen de la obra de la puerta del pabellón de las Bellas Artes, presentada en la Exposición Universal de 1878. Un cuarto panel, con la representación de La cerámica, fue elaborado especialmente para el inmueble por el ceramista Jules-Paul Loebnitz. Las fachadas y los tejados de la fábrica, incluyendo la estructura metálica de la fábrica de cerámica, están inscritos en la Base Mérimée como monumento histórico de Francia de 2002.

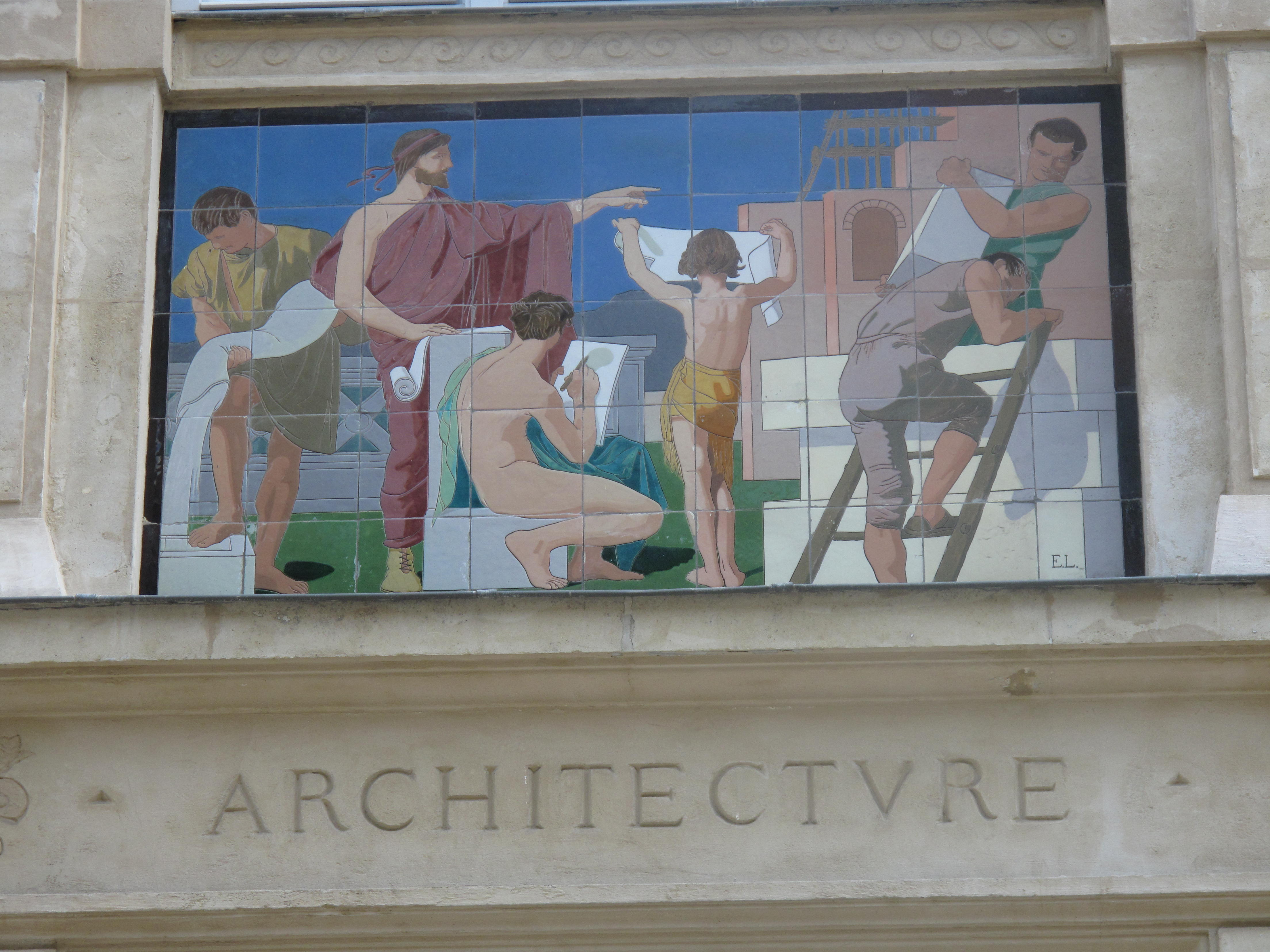
Panel en cerámica La arquitectura.
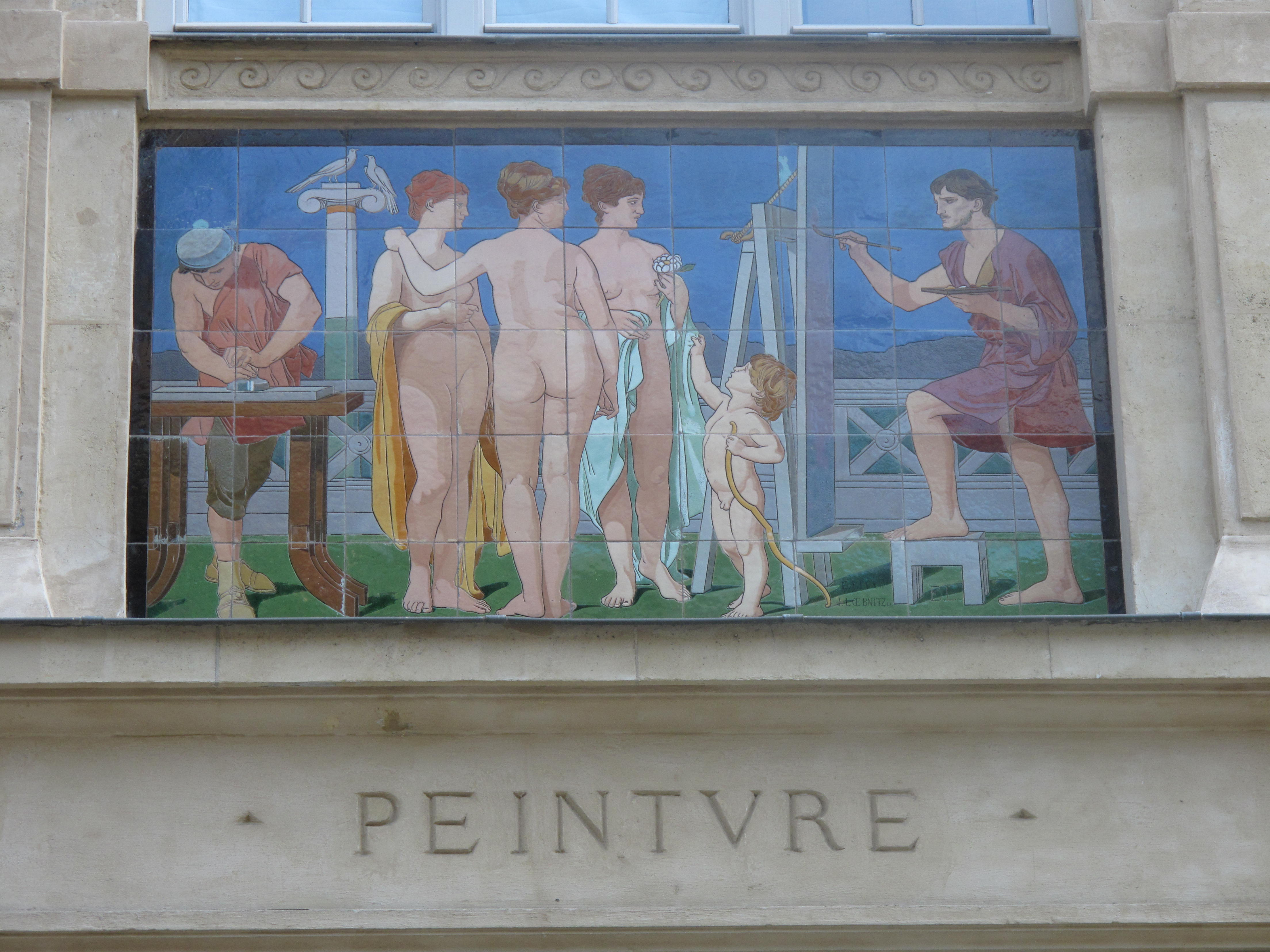
Panel en cerámica La pintura.
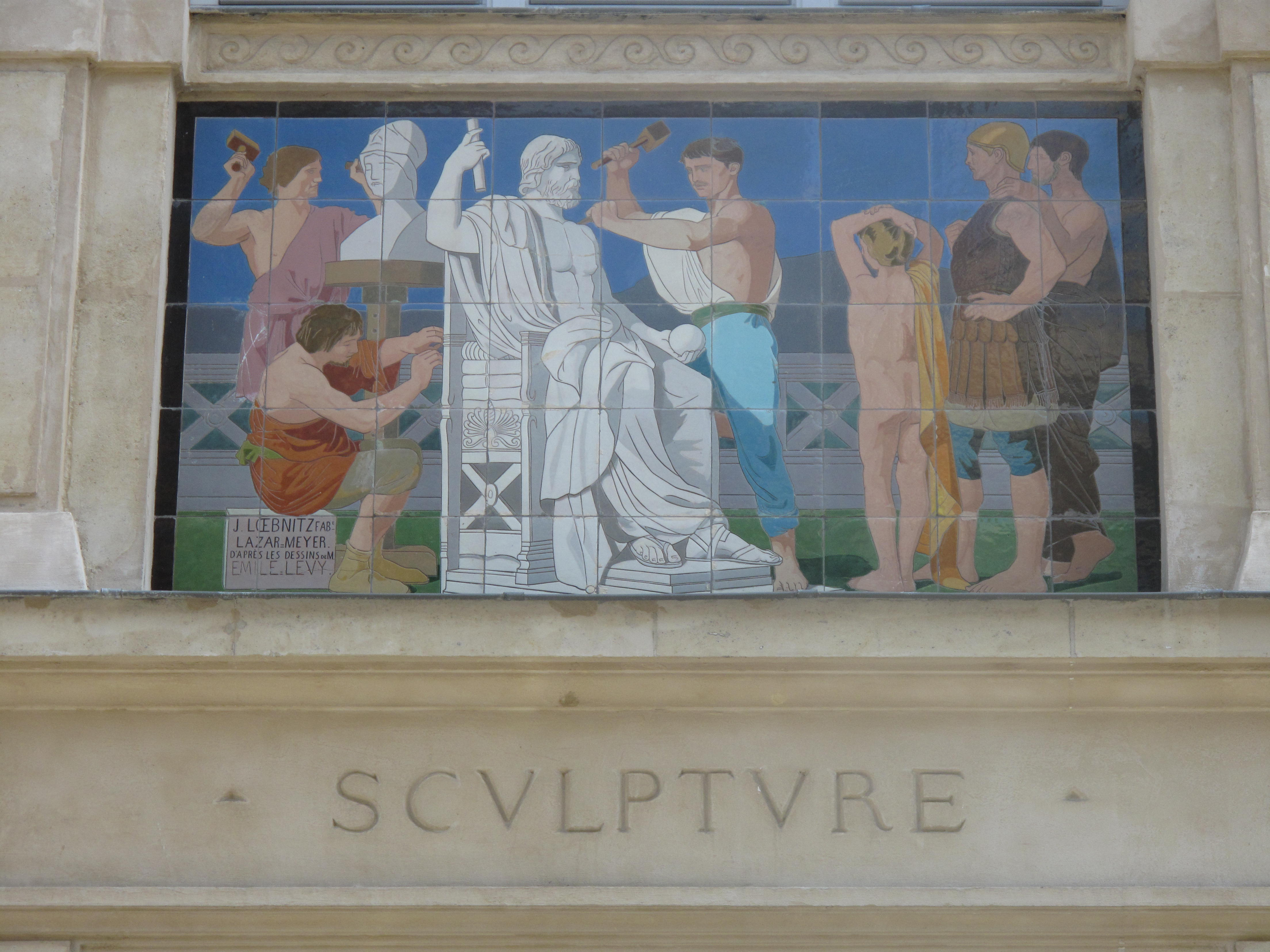
Panel en cerámica La escultura.
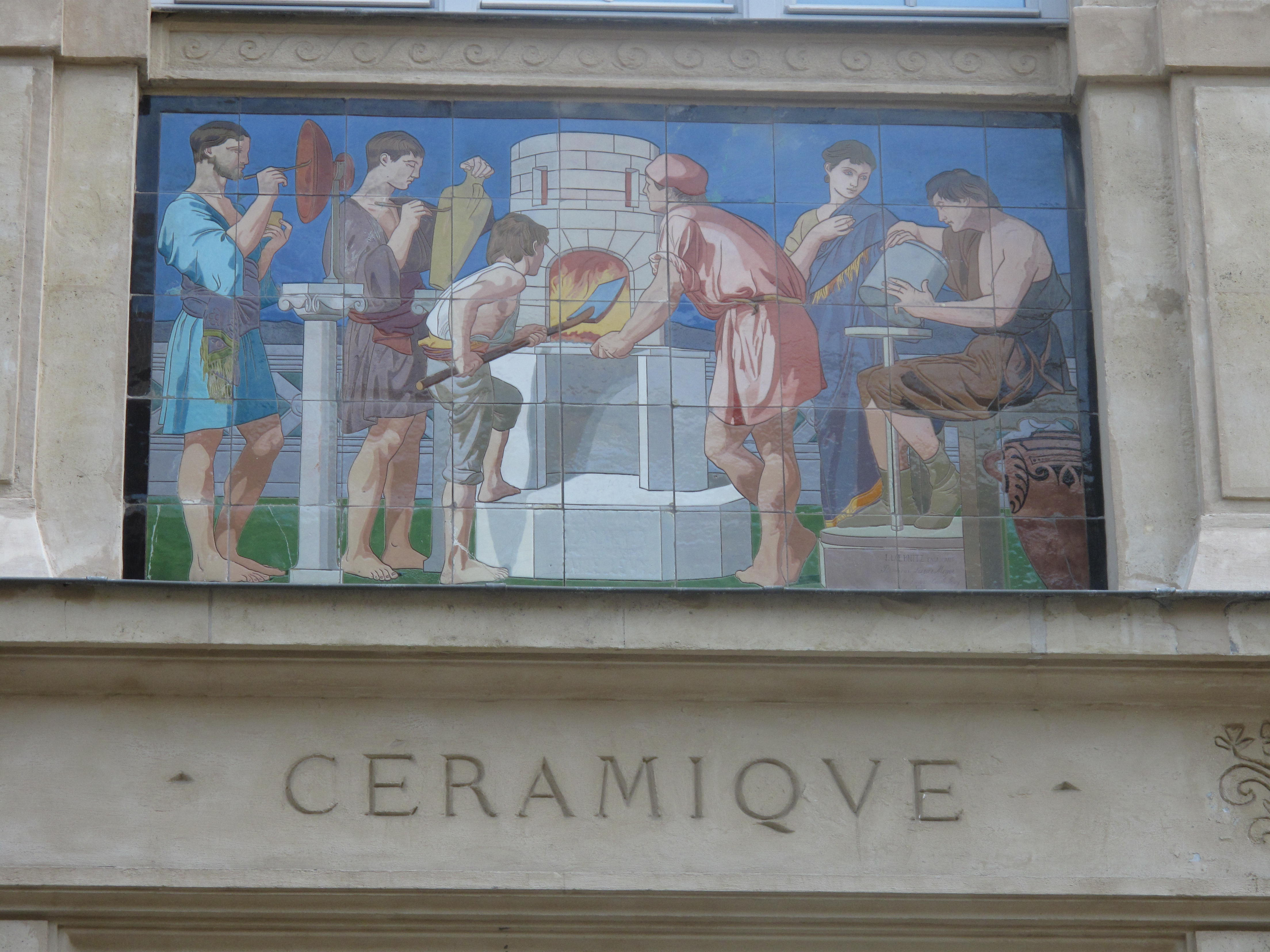
Panel en cerámica La cerámica.